# 阿里山林業鐵路牛稠溪橋
阿里山林業鐵路牛稠溪橋（以下簡稱牛稠溪橋），官方名稱為阿里山林業鐵路第13號橋，位在嘉義縣竹崎鄉竹崎村，為阿里山林業鐵路阿里山線竹崎車站與樟腦寮車站之間一跨河單線鐵路橋梁，採鋼構華倫式桁架橋（Warren Truss）形式。該橋因其位置所在，長年身分重要，是阿里山鐵路不可輕忽的重點設施。

## 概要
牛稠溪橋跨嘉義朴子溪支流牛稠溪，里程位於阿里山線14K+390至14K+504處，鐵路軌距為762mm窄軌，坡度33‰，海拔127公尺，南橋頭隔嘉120鄉道比鄰竹崎車站三角線北端。此橋自明治40（1907）年竣工後，幾經若干改建，現今橋梁於民國97（2008）年完成，已是第四代。北橋頭穿越原市嘉8線鄉道後即為登山路線，地理位置即全線的平地路線、登山路線之交界，上山列車過橋後即以坡度45‰上升邁向山區，故有「登山玄關」之別稱。
由於橋面寬闊，易於取景，早期蒸汽火車運行年代，台內外鐵道人士多在牛稠溪橋東側上游處——自由路松竹橋遠眺之、攝影之，是阿里山線上知名地標、鐵道名景。

## 沿革

### 初代、第二代
日治時期，隨著阿里山森林為日方所知，開發之乃成為要務。在確定採用美式全鐵路運材後，明治39（1906）年起確定了今日阿里山線路線，在開發公司藤田組嘉義施工所指導下陸續動工。本橋——牛稠溪橋位於阿里山線竹崎－樟腦寮段，由樟腦寮派出所主任進藤雄之助負責指揮吉田組、大倉組施工，接續明治四十年二月平地線完成後，同年11月1日至12月20日和竹崎－樟腦寮段一同完成。
起初完成的牛稠溪橋為一般木構橋梁（初代），後經過鐵路一度停工、由殖產局重新接手阿里山開發下的路基重修，以及通車後數次毀壞再建，一度以阿里山自產紅檜，將牛稠溪橋改建為類似西螺大橋、大甲溪鐵橋的桁樑橋、磚石造橋墩形式，完全強化橋梁（第二代）。此橋為四跨三橋孔木構桁樑，是現今牛稠溪橋形像原點，使用至民國五十年左右仍存。

### 第三代
為配合阿里山林鐵邁向觀光，提升橋梁行車安全，林務局決定原線改建牛稠溪橋，於民國53（1964）年改建為水泥梁橋。後橋梁北端遭受風災沖垮，而另購鋼梁代替水泥梁重建（其時間點待確認）。
第三代橋上部結構為水泥樑加一孔鋼樑之混合橋，其中鋼梁部分跨牛稠溪主河道，長度相當於水泥樑部分二跨；下部結構為五橋墩計六跨，由南至北第一、第三和第五橋墩為原第二代橋磚石造橋墩沿用，僅第二、第四橋墩為民國53（1964）年改建時增建。第三代橋使用達44年，是目前共四代牛稠溪橋中使用時間僅次於第二代橋者。
民國97（2008）年5月5日，隨著第四代橋落成，第三代橋在16：20下山阿里山號6次通過後正式停用。根據蘇昭旭著、人人出版的《阿里山森林鐵路傳奇》（民國98年2月初版）頁62刊登的牛稠溪橋照片已未見橋台以外的第三代橋遺構，故推測第四代橋通車後，第三代橋未久即被完全撤除。

### 第四代（現今橋梁）
為了配合阿里山BOT案，林務局決定再次改建牛稠溪橋。不同於過往原路基改建，第四代橋於比鄰原第三代橋東側興建，設計上參考了第二代橋設計，但比過去的百米略長了14公尺，至此進入第四代橋時期。
此次改建範圍是阿里山線14K+224.9至14K+574.06，將牛稠溪橋東移，同時調整橋北端路線、竹崎站三角線。第四代橋為兩座橋台，分成三段鋼桁樑、兩座水泥基座橋墩，跨度分別為35公尺、44公尺、35公尺，民國96年12月17日進場動工，至民國97年4月26日竣工，同年5月6日正式啟用。第四代牛稠溪橋長114米，超過阿里山線43公里處40號鋼橋，再次成為阿里山線上最長橋梁。
新橋完成後未久，行政院農委會林務局將其隨同阿里山林鐵所有設施，移交給宏都阿里山公司，展開BOT經營，可謂林鐵出嫁前夕最後嫁妝；後因阿里山BOT經營受頻繁天災打擊而夭折。八八風災時，不遠處的竹崎親水公園遭受惡水重創，然第四代牛稠溪橋並未因此毀損，和災後滿目瘡痍的登山線相比甚為難得。2013年5月1日起此橋一度隨林鐵整體移交入台鐵手中；隨著2018年7月1日回歸林務局，現成為轄下機構──阿里山林業鐵路及文化資產管理處管理的森林鐵路之一部分。

## 藝廊

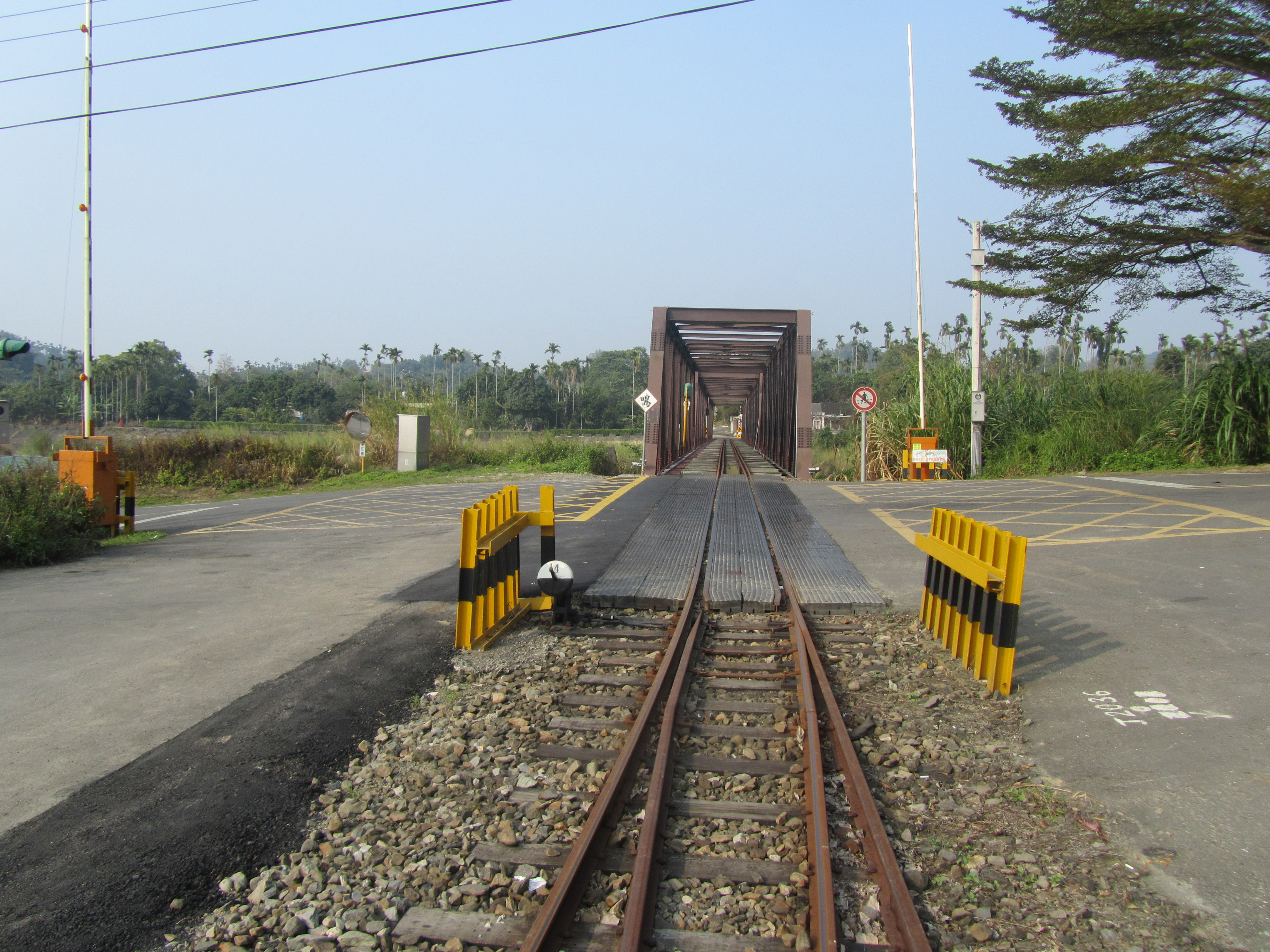
2013年1月19日，遠觀林鐵牛稠溪橋南橋頭。橋前平交道為嘉120鄉道，照片後方即竹崎站三角線。
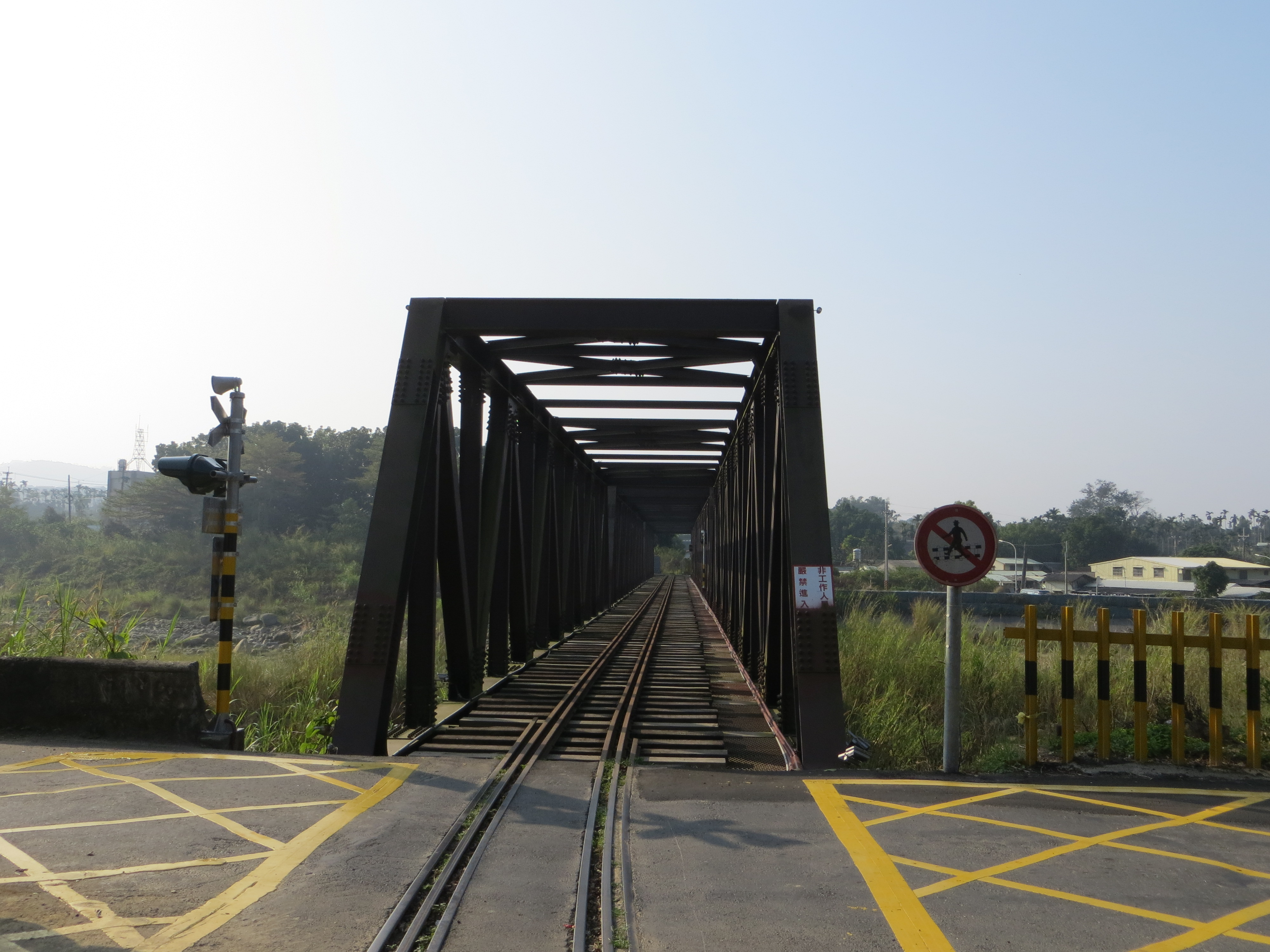
2013年1月28日，由北向南看阿里山林鐵牛稠溪鐵橋北橋頭，前為牛稠溪，遠處為竹崎車站。
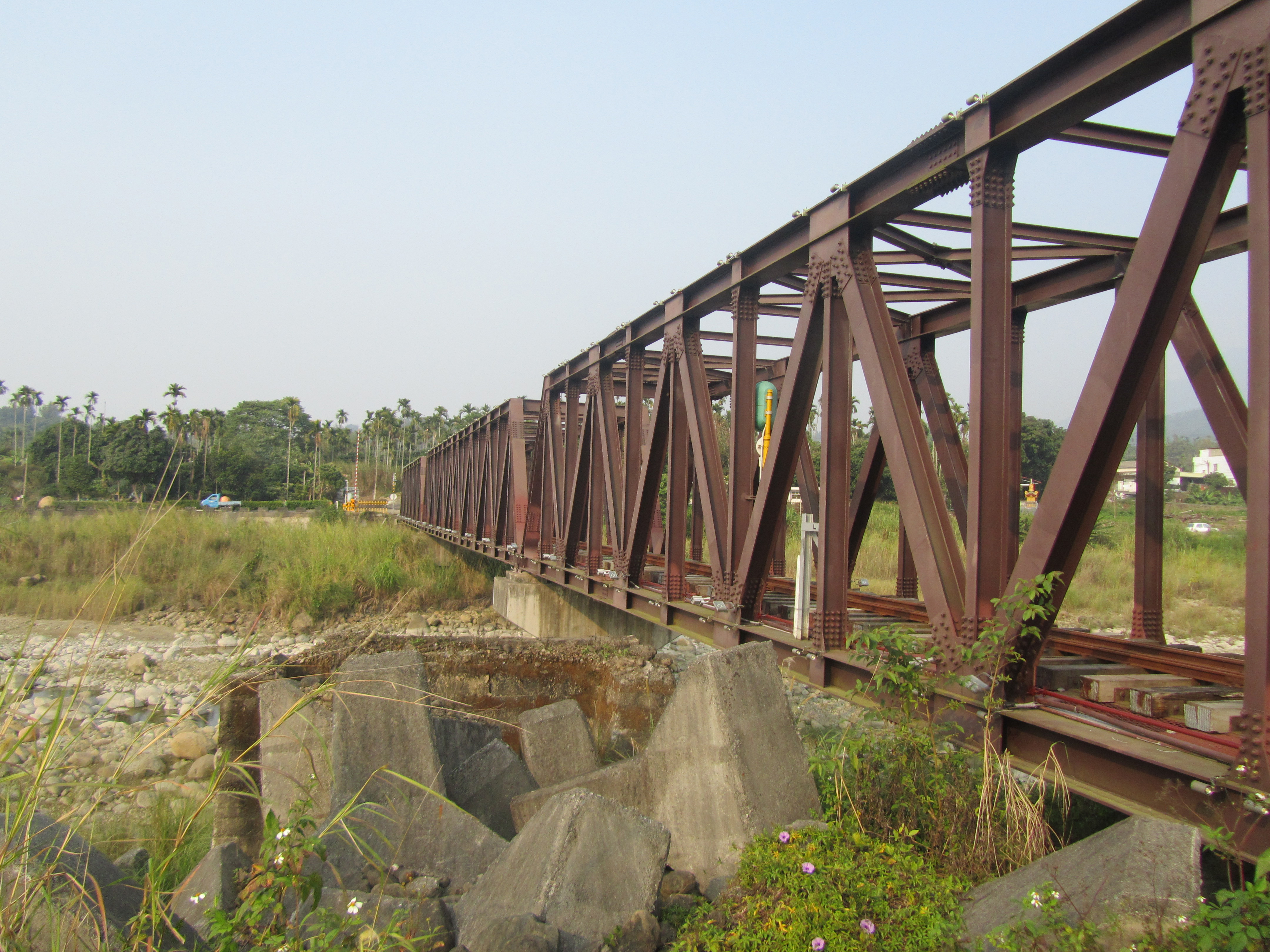
2013年1月19日，自嘉120鄉道由西南西向北北東看牛稠溪鐵橋橋身，可窺見其第四代橋三段桁梁橋結構，右側即南橋頭。此處正前方為2008年5月6日以前，舊牛稠溪橋南橋台遺構。

## 鄰近區域
- 林鐵竹崎車站
- 竹崎親水公園

## 註解、出處
1. 1 2 3  蘇昭旭. . 臺北市. 2012年3月: 頁245.
2. 1 2 3  蘇昭旭. . 台北縣. 2001年5月15日: 頁68至73.
3. ↑  嘉義林區管理處，《檜意山林 阿里山林業百年的故事》，農委會林務局，臺北市，2011年9月，頁44至45
4. 1 2  蘇昭旭. . 臺北市. 2012年3月: 頁32、33.
5. ↑  嘉義林區管理處，《檜意山林 阿里山林業百年的故事》，農委會林務局，臺北市，2011年9月，頁55
6. ↑  牛稠溪橋興建全記錄 （页面存档备份，存于），2015年7月29日瀏覽。
7. ↑  有關其第三代、第四代橋址變化，可參照公開在谷歌地球的竹崎車站歷年周邊衛星空照圖。
8. ↑  阿里山鐵路於2008年6月19日移交民營，相關新聞：大紀元：百年鐵道易主 阿里山鐵路19日移交民營 （页面存档备份，存于），2017/6/16閱覽。之後歷經辛樂克颱風、阿里山線23公里處崩塌、莫拉克風災等巨大摧殘，造成宏都阿里山對阿里山線重修無以為繼，林務局遂於2010年3月24日收回鐵路經營權，取消阿里山BOT案。相關新聞：中央社：政府硬起來 收回阿里山鐵路經營權 （页面存档备份，存于），2017/4/7閱覽
9. ↑  實際上是逐步移交，以給予台鐵適應期。相關新聞：【201304.27】阿里山森林鐵路 台鐵將接管 -udn tv （页面存档备份，存于），2017/6/16閱覽。
10. ↑  相關新聞：【2018/07/01】2018年7月阿里山林業鐵路專責機關成立 （页面存档备份，存于），蘇昭旭老師的全球鐵道視野部落格2018/10/21閱覽。